# حماض (طب)
الحماض هي عملية يقوم بها الجسم للمحافظة على الأس الهيدروجيني للدم بحيث يكون بين 7.35 و 7.45 وذلك عن طريق التحكم بتركيز ببيكربونات والضغط الجزئي لثاني أكسيد الكربون في الدم. ويتم ذلك عن طريق كل من الكلية والرئة. ويعرَّف الحماض بزيادة حموضة الدم بحيث يكون الأس الهيدروجيني أقل من 7.35.

## حماض تنفسي
الحماض التنفسي يكون نتيجة زيادة تركيز الضغط الجزئي لثاني أكسيد الكربون في الدم والذي يزيد من حموضة الدم نتيجة لتحولة إلى حمض كربونيك. وعادة ما يصاحبه نقص في الأكسجين نتيجة لتدهور وظائف الرئة.

## حماض استقلابي
ينتج الحماض الاستقلابي (الأيضي) من تراكم الأحماض في الدم أو نقصان في تركيز البيكربونات. ويمكن تقسيم مسببات الحماض الأيضي إلى قسمين رئيسيين تبعاً لفرق أنيونات الجسم فيما يعرف بالفرق الأنيوني:
- تتعدد الأسباب في حالة عدم وجود فرق أنيوني، أهمها حماض أنبوبي كلوي ومرض أديسون والإسهال
- حماض الفرق أيوني ينتج من ارتفاع تركيز الأحماض غير المحسوبة كالكيتون وسمية الأسبيرين والميثانول.

## الأعراض
- صداع وتشويش وغيبوبة
- ضعف عام في العضلات
- زيادة سرعة التنفس
- لانظميات
- الغثيان والتقيئ